# Beah Richards
Beah Richards (Vicksburg, 12 de julho de 1920 – Vicksburg, 14 de setembro de 2000) foi uma atriz estadunidense de teatro, cinema e televisão. Ela também foi uma poetisa, dramaturga e autora.

## Biografia
Beulah Elizabeth Richardson nasceu em Vicksburg, no Mississippi; sua mãe era uma costureira e militante da associação de pais e mestres e seu pai era um pastor batista. Em 1948, ela se formou na Universidade Dillard em Nova Orleans e dois anos mais tarde se mudou para Nova York. Sua carreira começou a decolar em 1955 quando ela interpretou uma avó de 84 anos na peça off-Broadway Take a Giant Step. Ela continuaria a interpretar o papel de mãe e avó por boa parte de sua carreira. Richards apareceu nas produções originais da Broadway de Purlie Victorious, The Miracle Worker e A Raisin in the Sun.
Richards foi indicada para um Tony Award em 1965 por sua performance em The Amen Corner, de James Baldwin. Em 1967, ela foi indicada ao Oscar de melhor atriz coadjuvante por sua performance como a mãe do personagem de Sidney Poitier em Guess Who's Coming to Dinner. Richards teve outros papéis notáveis em Hurry Sundown (1967), No calor da noite (1967), The Great White Hope (1970) e Beloved (1998).
Ela também fez várias aparições em seriados de televisão, incluindo papéis recorrentes em The Big Valley, The Bill Cosby Show, Sanford and Son, Benson, Designing Women, ER e The Practice. Richards venceu dois Emmy Awards de melhor atriz convidada numa série de televisão, um em 1988 pela sua participação em Frank's Place e o outro em 2000 por sua participação em The Practice.
No último ano de sua vida, Richards foi o objeto de um documentário dirigido pela atriz Lisa Gay Hamilton. Intitulado Beah: A Black Woman Speaks, o filme foi criado a partir de mais de 70 horas filmadas de conversas entre as duas e recebeu o Grande Prêmio do Júri no AFI Film Festival. Beah Richards morreu de efisema em sua cidade natal de Vicksburg, Mississippi aos 80 anos de idade em 14 de setembro de 2000.